# Drozd rdzawogardły
Drozd rdzawogardły, drozd różnogardły (Turdus ruficollis) – gatunek średniej wielkości wędrownego ptaka z rodziny drozdowatych (Turdidae), występującego w Azji. Nie jest zagrożony.
TaksonomiaGatunek ten opisał naukowo Peter Simon Pallas w 1776 roku, nadając mu nazwę Turdus ruficollis, która obowiązuje do tej pory. Wewnątrz gatunku określanego zwyczajową nazwą drozd różnogardły (Turdus ruficollis) wyróżniono dwa podgatunki – drozd rdzawogardły i drozd czarnogardły, jednak obecnie taksony te traktowane są jako odrębne gatunki.
WystępowanieZamieszkuje środkowo-południową Rosję, północną Mongolię i północno-zachodnie Chiny. Zimuje od północnej części subkontynentu indyjskiego na wschód po południowe Chiny i północno-wschodnią Mjanmę.
Do Europy zalatuje bardzo rzadko – do tej pory (2020) odnotowano tylko 6 stwierdzeń. Do Polski zalatuje wyjątkowo, odnotowano go tylko raz – w marcu 1979 roku we Wrocławiu.
MorfologiaDługość ciała 24–27 cm; masa ciała 63–103 g.
PożywienieŻywi się bezkręgowcami oraz (zwłaszcza jesienią i zimą) jagodami i nasionami. Żeruje głównie na ziemi i w niskiej roślinności; zimą często w mieszanych stadach z innymi gatunkami drozdów.
Status i ochronaIUCN klasyfikuje drozda rdzawogardłego jako gatunek najmniejszej troski (LC – Least Concern). Liczebność populacji ani jej trend nie są znane. Na terenie Polski gatunek ten jest objęty ścisłą ochroną gatunkową.